# 凱爾索 (阿肯色州)
凱爾索（英語：Kelso）是位於美國阿肯色州迪沙縣的一個非建制地區。該地的面積和人口皆未知。

## 地理
凱爾索的座標為33°47′51″N 91°16′14″W / 33.79750°N 91.27056°W，而該地的平均海拔高度為44米（即144英尺）。